# Reconstruction (États-Unis)
Pour les articles homonymes, voir Reconstruction.

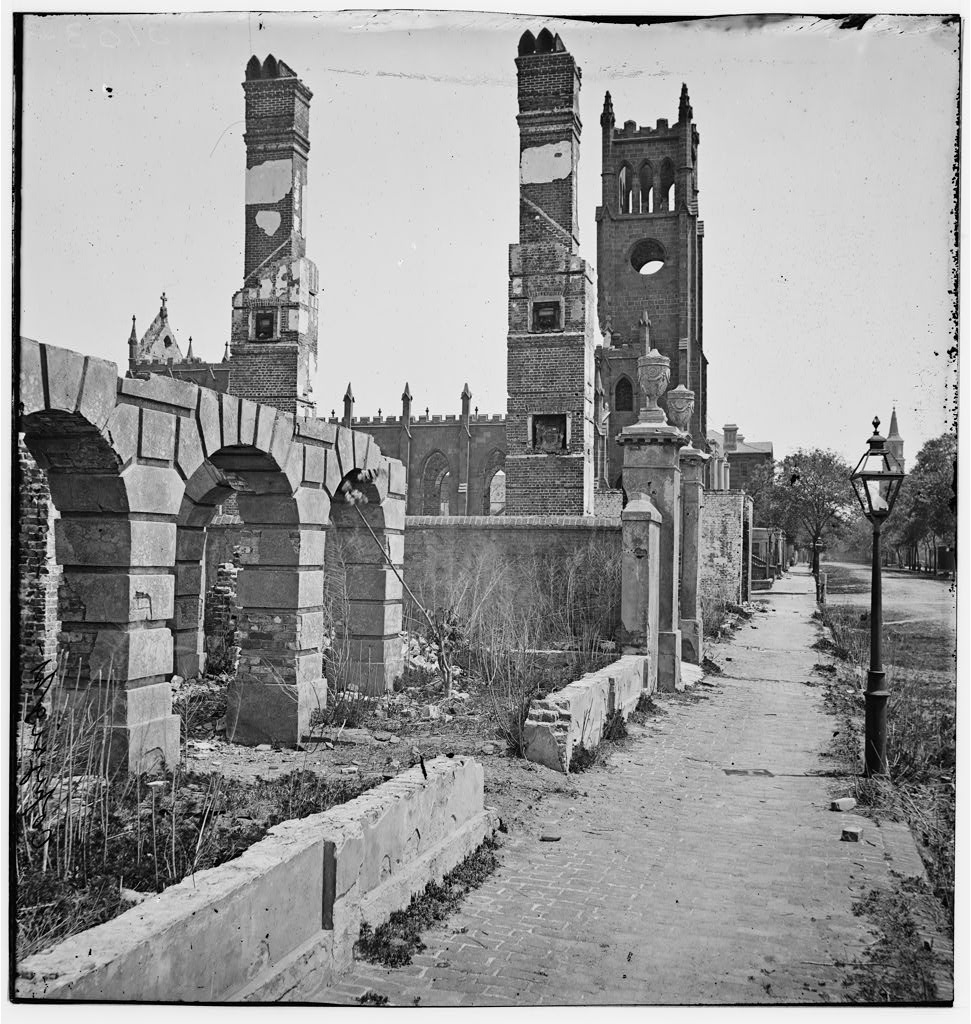
Bâtiments détruits à Charleston (Caroline du Sud) en 1865.

La Reconstruction (appelée en anglais américain Reconstruction Era, époque de la reconstruction) est la période de l'histoire des États-Unis ayant succédé à la guerre de Sécession (1861-1865). De 1865 à 1877, elle voit la fin du régime esclavagiste de la Confédération, le retour des États du Sud dans l'Union et l’échec de l’intégration des affranchis afro-américains dans les anciens États du Sud, que ce soit du point de vue juridique, politique, économique ou social.
Sur le plan politique, le débat de fond porte sur les conditions de réadmission dans l'Union des États sudistes « rebelles ». Il se double d'une rivalité de compétence entre le président et le Congrès qui aboutira à l'épreuve de force de la tentative d'impeachment (procédure de destitution) à l'encontre d'Andrew Johnson, ancien vice-président et successeur d'Abraham Lincoln. La période de reconstruction débute dès 1863 avec la proclamation d'émancipation de Lincoln et prend fin au niveau fédéral par le compromis de 1877.

## La Reconstruction sous les présidences Lincoln et Johnson
Les modalités de la politique de Reconstruction furent débattues dans le Nord pendant la guerre de Sécession et les premières expérimentations, comme l'expérience de Port-Royal, eurent même lieu dès 1861. Les premières politiques furent toutefois mises en œuvre après la proclamation d'Émancipation, le 1er janvier 1863, lorsque les États confédérés passèrent l'un après l'autre sous le contrôle de l'armée de l'Union. L'orientation de Lincoln visait à assurer rapidement le rétablissement de l'unité du pays, en favorisant une politique d'amnistie qui devait permettre d'associer à nouveau rapidement les élites du Sud à la gestion du pays. Le 8 décembre 1863, Lincoln énonça le plan de 10 % qui postulait la réintégration des États sudistes dans l'Union dès lors que 10 % des électeurs de 1860 auraient prêté allégeance. Le président Abraham Lincoln put ainsi installer dès 1864 plusieurs gouvernements « reconstruits » dans les États du Tennessee, de l'Arkansas et la Louisiane. 
Le Congrès, à cette époque contrôlé par les Républicains radicaux, proposa le projet de loi Wade-Davis qui exigeait que la majorité des électeurs prêtât le serment de loyauté pour réadmettre l'État sudiste au Congrès. Lincoln mit son veto et le fossé s'élargit entre les modérés, qui voulaient sauver l'Union et gagner la guerre, et les radicaux, qui voulaient effectuer un changement plus complet dans la société du Sud. Durant la Reconstruction, le Congrès fit trois amendements à la Constitution, garantissant la fin de l'esclavage, le suffrage pour les anciens esclaves, l'égalité des droits et l'inéligibilité des sécessionnistes aux responsabilités politiques. 
Après l'assassinat de Lincoln, le président Andrew Johnson, ancien sénateur du Tennessee et propriétaire d'esclaves, suivit une politique plus indulgente envers les ex-confédérés. Il nomma de nouveaux gouverneurs à l'été 1865 et déclara rapidement que les objectifs de la guerre — unité nationale et abolition de l'esclavage — avaient été atteints et que la Reconstruction était par conséquent achevée. Il n'y eut aucune réquisition ou confiscation, aucune plantation ne fut divisée ni morcelée. Au contraire, Andrew Johnson fit expulser les Noirs des parcelles de terrains que certains généraux nordistes leur avaient distribuées. De manière générale, la structure économique du Sud, construite sur des caractéristiques racistes, fut totalement conservée. Le système des métayers, forme d'exploitation proche de l'esclavage, fut créé pour les Noirs. 
Les États du Sud avaient profité également de la période pour voter des Codes noirs restreignant fortement les droits des Afro-Américains nouvellement affranchis. Ils adoptèrent une série de lois interdisant la possession d'armes par les Noirs, le droit de réunion après le crépuscule, et « l'oisiveté ». Au Mississippi, la loi leur interdit également de posséder de la terre. En Caroline du Sud, elle leur interdit l'exercice de toutes professions « artistiques, commerciales ou industrielles », leur permettant seulement de devenir domestiques ou valets de ferme. Plusieurs États (ainsi qu'au Nord, comme l'État de New York) leur interdirent le droit de vote sous divers prétextes (suffrage censitaire, interdiction de vote pour les analphabètes, etc.).
La société nordiste ne connut pas non plus de changement particulier. Les soldats démobilisés ne bénéficièrent pas de programme d'aide pour retrouver du travail ou un logement.

## La Reconstruction radicale

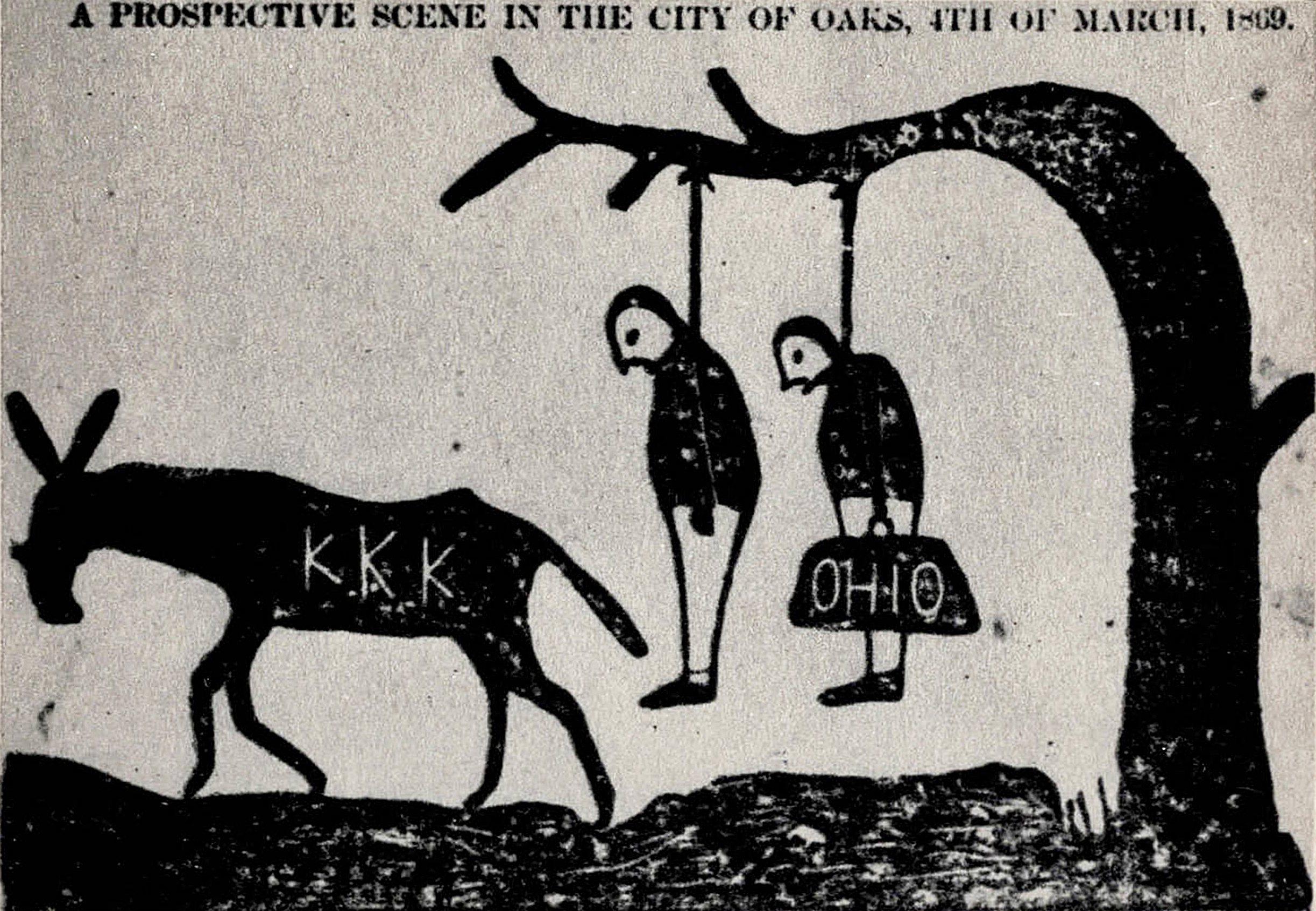
Caricature montrant les carpetbaggers (sorte de colon venu du Nord) menacés de lynchage par le Ku Klux Klan

Les républicains élus au Congrès s'opposèrent toutefois à Johnson et la victoire des républicains radicaux lors des élections législatives de 1866 leur assura la domination au Congrès pour conduire la « Reconstruction radicale ». Le Congrès supprima les gouverneurs civils des États du Sud, à l'exception de celui du Tennessee, et plaça les anciens États confédérés sous l'administration de l'armée. Dans dix États, des coalitions de nordistes (les carpetbaggers), de sudistes qui soutenaient la Reconstruction (les scalawags) et d'esclaves affranchis coopérèrent sous la bannière du Parti républicain pour former des gouvernements. Ils lancèrent des programmes de reconstruction qui s'appuyaient sur des hausses d'impôts pour établir et étendre le réseau ferré et construire des écoles publiques.
Les opposants conservateurs dénoncèrent l'étendue de la corruption qui entourait ces opérations. Toutefois, six des anciens États confédérés sont réintégrés dans l'Union dès l'été 1868 ; les quatre derniers le seront l'année suivante. L'émergence du Ku Klux Klan, qui manifestait une opposition violente à l'égard des esclaves libérés et des tenants de la Reconstruction, conduisit en 1871 à l'intervention du président Ulysses S. Grant, qui interdit et démantela le groupe.

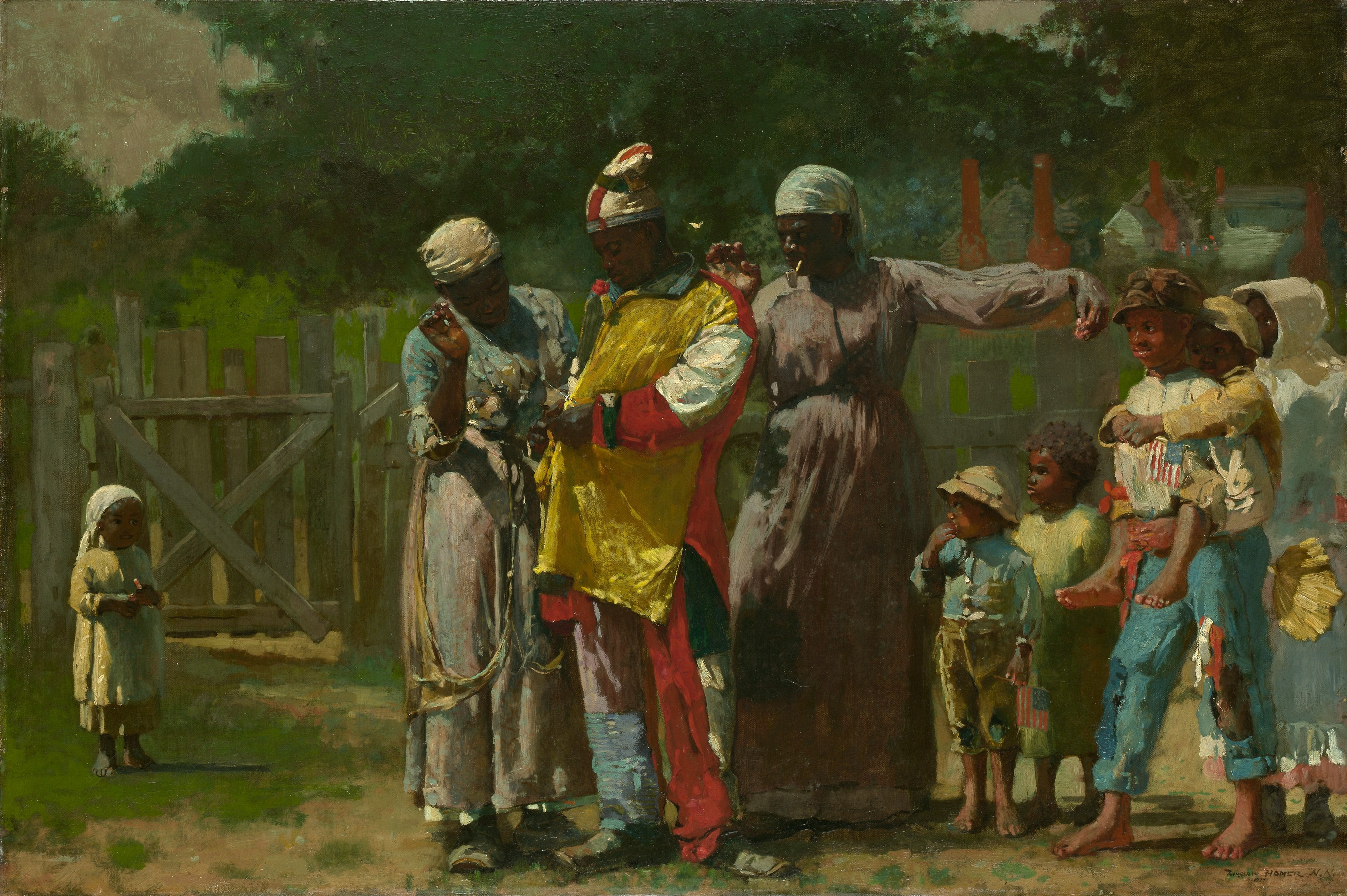
On s'habille pour le carnaval, 1877
Winslow Homer
Metropolitan Museum of Art

En 1877, les Noirs américains émancipés du Sud, virent la fin de leur brève expérience de pleins droits civiques avec le retrait définitif des troupes fédérales. Winslow Homer évoque cette époque où se disloque et persiste la culture afro-américaine, héritage de l’esclavage. La figure centrale représente un personnage d'une célébration de Noël connue sous le nom de Jonkonnu, autrefois observée par les esclaves de Caroline du Nord. Enraciné dans la culture des Antilles britanniques, le festival mélangeait les traditions africaines et européennes.

## Représentation politique des Afro-Américains
| Origine des délégués aux conventions constitutionnelles d'État de 1867 | Origine des délégués aux conventions constitutionnelles d'État de 1867 | Origine des délégués aux conventions constitutionnelles d'État de 1867 | Origine des délégués aux conventions constitutionnelles d'État de 1867 | Pourcentage de Blancs dans la population en 1870 |
| État                                                                   | Blanc                                                                  | Noir                                                                   | % de Blancs                                                            | Pourcentage de Blancs dans la population en 1870 |
| ---------------------------------------------------------------------- | ---------------------------------------------------------------------- | ---------------------------------------------------------------------- | ---------------------------------------------------------------------- | ------------------------------------------------ |
| Virginie                                                               | 80                                                                     | 25                                                                     | 76                                                                     | 58                                               |
| Caroline du Nord                                                       | 107                                                                    | 13                                                                     | 89                                                                     | 63                                               |
| Caroline du Sud                                                        | 48                                                                     | 76                                                                     | 39                                                                     | 41                                               |
| Géorgie                                                                | 133                                                                    | 33                                                                     | 80                                                                     | 54                                               |
| Floride                                                                | 28                                                                     | 18                                                                     | 61                                                                     | 51                                               |
| Alabama                                                                | 92                                                                     | 16                                                                     | 85                                                                     | 52                                               |
| Mississippi                                                            | 68                                                                     | 17                                                                     | 80                                                                     | 46                                               |
| Louisiane                                                              | 25                                                                     | 44                                                                     | 36                                                                     | 50                                               |
| Texas                                                                  | 81                                                                     | 9                                                                      | 90                                                                     | 69                                               |

Seuls deux Afro-Américains sont élus au Sénat des États-Unis, représentant le Mississippi : Hiram Rhodes Revels et Blanche Bruce. 
| Africains Américains dans la législature 1870–1876 | Africains Américains dans la législature 1870–1876 | Africains Américains dans la législature 1870–1876 | Africains Américains dans la législature 1870–1876 |
| État                                               | Législateurs d'États                               | Sénateur des États-Unis                            | Membre du Congrès des États-Unis                   |
| -------------------------------------------------- | -------------------------------------------------- | -------------------------------------------------- | -------------------------------------------------- |
| Alabama                                            | 69                                                 | 0                                                  | 4                                                  |
| Arkansas                                           | 8                                                  | 0                                                  | 0                                                  |
| Floride                                            | 30                                                 | 0                                                  | 1                                                  |
| Géorgie                                            | 41                                                 | 0                                                  | 1                                                  |
| Louisiane                                          | 87                                                 | 0                                                  | 1*                                                 |
| Mississippi                                        | 112                                                | 2                                                  | 1                                                  |
| Caroline du Nord                                   | 30                                                 | 0                                                  | 1                                                  |
| Caroline du Sud                                    | 190                                                | 0                                                  | 6                                                  |
| Tennessee                                          | 1                                                  | 0                                                  | 0                                                  |
| Texas                                              | 19                                                 | 0                                                  | 0                                                  |
| Virginie                                           | 46                                                 | 0                                                  | 0                                                  |
| Total                                              | 633                                                | 2                                                  | 15                                                 |

## La «Rédemption»: la reprise en main du Sud par les démocrates
Les démocrates conservateurs, qui se désignaient sous le nom de « redeemers » (rédempteurs), regagnèrent État par État le contrôle du Sud, en utilisant parfois la fraude et la violence pour faire pencher les élections locales en leur faveur. Le compromis de 1877, la fin de l'occupation militaire du Sud, l'amnistie massive votée par le Congrès en 1872 et la perte des trois derniers États contrôlés par les Républicains marquèrent la fin de la Reconstruction.
Elle fut suivie par une période, désignée par les Blancs du Sud sous le nom de « Rédemption », où l'ensemble des droits accordés aux Afro-Américains fut remis en cause par l'adoption des lois Jim Crow qui créèrent de nouveau une ségrégation raciale. Le Civil Rights Cases de 1883 puis l'arrêt Plessy v. Ferguson marquèrent la reconnaissance par les instances fédérales du nouveau rapport de force qui prévalait dans le Sud.
Sur le plan économique, les différentes propositions de réformes agraires qui devaient distribuer la terre aux affranchis (40 acres et une mule et Bureau of Refugees, Freedmen and Abandoned Lands) furent rapidement abandonnées au profit d'un statu quo qui maintenait la concentration de la terre aux mains de l'aristocratie du Sud. Le modèle du métayage se répandit largement, en imposant aux affranchis un taux d'endettement qui les maintenait dans une situation de servitude vis-à-vis de leurs anciens maîtres.

« Durant toute la Reconstruction, les nôtres [la population noire], partout dans le Sud, s’en remettaient entièrement à l’État fédéral, comme un enfant se repose sur sa mère. Cela n’avait rien d’anormal. L'Union leur avait rendu la liberté, et la nation entière s’était enrichie pendant plus de deux siècles grâce au travail des Noirs. Que ce soit dans ma jeunesse ou plus tard, à l’âge d’homme, il m’est toujours apparu que l’État fédéral avait commis une cruelle erreur, à notre libération, en manquant de prendre des dispositions, en sus de celles que prendrait chaque État, pour assurer une instruction à notre peuple et lui permettre d’être mieux préparé à ses devoirs civiques »

— Booker T. Washington.